# Фарго (1. сезона)
Прва сезона антологијске црно-хумористичке–криминалистичко-драмске телевизијске серије Фарго, премијерно је емитована 15. априла 2014. године на FX-у. Главне улоге играју Били Боб Торнтон, Алисон Толман, Колин Хенкс и Мартин Фриман. Сезона се састоји од десет епизода и завршила је с емитовањем 17. јуна 2014. године.
Смештена од јануара 2006. до фебруара 2007, сезона прати убицу, Лорна Малва (Торнтон) који се заустави у болници у Бемиџи после саобраћајне несреће и својим насилним и варљивим начинима утиче на локалног продавца благајничких осигурања, Лестера Најгара (Фриман). Њихов састанак представља низ убистава по целом граду. У међувремену, заменица Моли Солверсон (Толман) из Бемиџија и полицајац Гас Гримли (Хенкс) из Дулута покушавају да реше неколико злочина широм државе за које верују да би могли бити повезани са Малвом и Најгардом.
У споредним улогама појављују се Боб Оденкирк, Кит Карадин, Џои Кинг, Глен Хауертон, Кејт Волш, Расел Харвард, Адам Голдберг, Оливер Плат, Киган-Мајкл Ки и Џордан Пил.
Снимање прве сезоне почело је крајем 2013. у Калгарију крајем, а завршило 2014. године. Прва сезона добила је признање критичара, хвалећи њено писање, режију и наступе Торнтона, Толманове, Хенкса и Фримана. Сезона је освојила награду Греми за најбољу ограничену или антологијску серију, заједно са најбољом режијом и најбољим кастингом, као и петнаест других номинација. Номинована је за пет награда Златни глобус, освојивши за најбољу мини-серију или телевизијски филм и најбољу главну мушку улогу у мини-серији или ТВ филму за Торнтонов наступ као Малво.
Сезона је емитована од 28. јануара до 1. априла 2015. године на AMC-ју у Србији. Касније се репризирала на РТС 1 и HBO Go-у.

## Продукција
Године 2012, објављено је да FX, са браћом Коен као извршним продуцентима, развија нову телевизијску серију темељену на филму Фарго који је 1996. године освојио Оскара. Касније је објављено да ће адаптација бити ограничена серија од 10 епизода.
Творац серије, Ноа Холи, служио је као једини писац за свих десет епизода сезоне, док су задатак режије добили Адам Бернштајн, Рандал Ајхорн, Колин Бакси, Скот Винант и Мат Шакман. Дана 2. августа 2013, објављено је да је Били Боб Торнтон потписан да глуми у серији. Дана 27. септембра 2013, Мартин Фриман је такође потписан за главну улогу. Дана 3. октобра 2013, објављено је да је Колин Хенкс добио улогу полицајца Дулута, Гаса Гримлија. Продукција је почела у јесен 2013. снимањем у Калгарију и околини.
У сезони је било много гостујућих улога, као што су Боб Оденкирк, Адам Голдберг, Расел Харвард, Оливер Плат, Глен Хауертон, Киган-Мајкл Ки, Џордан Пил, Кит Карадин, Кејт Волш, Џули Ен Емери, Рејчел Бланчард, Џошуа Клоус, Сузан Парк, Гари Валентајн, Стивен Рут и Шон Дојл.

## Улоге

### Главне
- Били Боб Торнтон као Лорн Малво, убица насилне и варљиве природе, који се приликом проласка сударио у аутомобилу у Бемиџију.
- Алисон Толман као заменица Моли Солверсон, полицијска заменица из Бемиџија која је позната по случају Малво и Најгард.
- Колин Хенкс као полицајац Гас Гримли, полицајац из Дулута, који среће Малва након што га је зауставио због пребрзе вожње.
- Мартин Фриман као Лестер Најгард, продавац животног осигурања из Бемиџија који се срео са Малвом у болници након сусрета са насилником из детињства.

### Споредне
- Боб Оденкирк као Бил Освалт
- Кит Карадин као Лу Солверсон
- Кејт Волш као Џина Хес
- Џош Клоус као Чез Најгард
- Џои Кинг као Грета Гримли
- Брајан Маркинсон као Брус Голд
- Кели Холден Башар као Перл Најгард
- Том Масгрејв као Бо Манк
- Џули Ен Емери као Ајда Терман
- Рејчел Бланчард као Кити Најгард
- Атикус Мичел као Мики Хес
- Лијам Грин као Мо Хес
- Спенсер Древер као Гордо Најгард
- Адам Голдберг као г. Бројеви
- Расел Харвард као г. Кључ
- Глен Хауертон као Дон Чамф
- Питер Брајтмејер као Бен Шмит
- Бари Флатман као Воли Семенко
- Оливер Плат као Ставрос Милош
- Сузан Парк као Линда Парк
- Гари Валентајн као заменик Надсен
- Киган-Мајкл Ки као специјални агент Бил Баџ
- Џордан Пил као специјални агент Веб Пепер
- Стивен Рут као Берт Кантон
- Хелена Метсон као Џема Сталон

### Гостујуће
- Кевин О'Грејди као Сам Хес
- Шон Дојл као шеф Верн Терман

## Епизоде
| Бр. еп. (укупно) | Бр. еп. (у сезони) | Наслов              | Редитељ        | Сценариста | Премијера       | Прод. код | Гледаност у САД (милиони) |
| ---------------- | ------------------ | ------------------- | -------------- | ---------- | --------------- | --------- | ------------------------- |
| 1                | 1                  | Крокодилска дилема  | Адам Бернштајн | Ноа Холи   | 15. април 2014. |           | 2,65                      |
| 2                | 2                  | Принц Петао         | Адам Бернштајн | Ноа Холи   | 22. април 2014. |           | 2,04                      |
| 3                | 3                  | Блатњав пут         | Рандал Ајнхорн | Ноа Холи   | 29. април 2014. |           | 1,87                      |
| 4                | 4                  | Једење кривице      | Рандал Ајнхорн | Ноа Холи   | 6. мај 2014.    |           | 1,70                      |
| 5                | 5                  | Шест неухватљивих   | Колин Бакси    | Ноа Холи   | 13. мај 2014.   |           | 1,60                      |
| 6                | 6                  | Буриданово дупе     | Колин Бакси    | Ноа Холи   | 20. мај 2014.   |           | 1,80                      |
| 7                | 7                  | Ко брије берберина? | Скот Винант    | Ноа Холи   | 27. мај 2014.   |           | 1,52                      |
| 8                | 8                  | Гомила              | Скот Винант    | Ноа Холи   | 3. јун 2014.    |           | 1,86                      |
| 9                | 9                  | Лисица, зец и купус | Мет Шакман     | Ноа Холи   | 10. јун 2014.   |           | 1,90                      |
| 10               | 10                 | Мортонова виљушка   | Мет Шекман     | Ноа Холи   | 17. јун 2014.   |           | 1,98                      |